# Минтюков, Павел Алексеевич
Па́вел Алексе́евич Минтюко́в (25 ноября 2003, Москва, Россия) — российский хоккеист, защитник клуба НХЛ «Анахайм Дакс».

## Карьера
Начало юношеской карьеры провёл в МХК «Динамо». По окончании первого сезона в «Динамо» он был выбран на драфте CHL клубом «Сагино Спирит» под общим 52-м номером. 7 июля 2020 года подписал контракт с «Сагино» из OHL. Поскольку сезон 2020/21 в OHL был отменен из-за пандемии COVID-19, Минтюков дебютировал за «Сагино» лишь в сезоне 2021/22, набрав 62 очка (17+45) в 67 матчах регулярного чемпионата. По итогам сезона вошёл в третью символическую сборную всех звёзд OHL. 7 июля 2022 года был выбран на драфте НХЛ 2022 года в 1-м раунде под общим 10-м номером клубом «Анахайм Дакс». 16 июля 2022 года Минтюков подписал с «Анахаймом» трёхлетний контракт новичка. После драфта продолжил выступления в лиге OHL и 10 января 2023 года, был обменян в клуб «Оттава Сиксти Севенс» на 9 драфт-пиков. По итогам сезона 2022/23 Минтюков получил Макс Камински Трофи, вручаемый лучшему защитнику OHL, а также попал в первую символическую сборную всех звёзд лиги.
14 октября 2023 года Минтюков дебютировал в НХЛ в матче против команды «Вегас Голден Найтс». 15 октября забил свой первый гол в НХЛ в матче против команды «Каролина Харрикейнз». 30 октября впервые в карьере набрал два очка за матч НХЛ, сделав 2 передачи в игре против «Питтсбурга». В первом же сезоне стал играть в первой спецбригаде большинства «Анахайма».